# Ullevaal Stadion
Ullevaal Stadion er et fodboldstadion i Oslo i Norge, der er hjemmebane for Norges fodboldlandshold. Stadionet har plads til 25.572 tilskuere.
Norges Fotballforbund har over flere omgange haft planer for at udstyre stadionet med kunstgræs, men det har bl.a. affødt voldsom kritik fra FC Lyns træner Henning Berg og den tidligere spiller Ståle Solbakken. Fodboldforbundet mener, at man med kunstgræs vil man kunne opnå større international respekt om stadionet, hvilket landsholdsspilleren Fredrik Winsnes bakker op om med henvisning til den lange norske vinter.

## Historie
Ullevaal blev indviet 26. september 1926, og har siden været hjemmebane for Norges fodboldlandshold. Den første landskamp stadionet husede var mod Danmark i 1927.